# Inundatie (1583)
De inundatie van 1583 vond plaats in Zeeuws-Vlaanderen ten tijde van de Tachtigjarige Oorlog.
De Staatsgezinde troepen die een deel van het gebied in handen hadden staken hierbij de dijken door. De bedoeling van deze inundatie was om de oprukkende Spaansgezinde troepen onder leiding van Parma tegen te houden.
Dit lukte weliswaar, maar de gevolgen waren desastreus. Polders werden veranderd in schorren en slikken en grotendeels onbewoonbaar. Tal van dorpen  verdwenen voorgoed in de golven en tal van nieuwe zeegeulen ontstonden die vele kilometers diep in het binnenland drongen. Door de oorlogssituatie was het aanvankelijk ondenkbaar om snel met herdijking te beginnen. Veeleer hield men zich bezig met het aanleggen van verdedigingswerken, waarbij de geulen goede diensten bewezen. Zo ontstonden de Staats-Spaanse Linies.
In 1584 en 1585 hebben de Staatsen nog meer dijken doorgestoken. Deze inundaties waren in Oost-Zeeuws-Vlaanderen gesitueerd.
Op deze wijze werd het bewoonbare gebied beperkt tot enkele eilanden die door de geulen van elkaar waren gescheiden. Dit leidde tot een desastreuze economische situatie.
Ondertussen hadden de Staatsen in 1604 geheel West-Zeeuws-Vlaanderen in handen gekregen. Ook in het kader hiervan vonden inundaties plaats. Het Twaalfjarig Bestand bracht tijdelijke rust en de gelegenheid tot aanzienlijke herdijkingen. Toen dit bestand in 1621 afliep, werd alsnog het gebied rond Aardenburg door de Staatsen onder water gezet.
Van veel later datum zijn gecontroleerde inundaties waarvan de Hollandse Waterlinie een voorbeeld is.
Uiteindelijk is men steeds meer gaan inpolderen, maar de belangrijkste plaatsen beschikten nog lange tijd over een haven die rechtstreeks met de zee in verbinding stond. Uiteindelijk werden ook deze geulen ingepolderd waardoor de huidige situatie ontstond. De vele kreken in het landschap getuigen nog van de inundaties.

## Geografische situatie
De inundatie van 1583 heeft vooral voor West-Zeeuws-Vlaanderen ingrijpende gevolgen gehad en wel:
1. Het grootste deel van het middeleeuwse polderlandschap verdween, inclusief een groot aantal dorpen.
2. Op een groot deel van het oppervlak werd een laag jonge zeeklei afgezet
3. Een groot aantal zeegeulen ontstond die zich tot in het huidige België uitstrekten en waarvan de huidige kreken een overblijfsel zijn.

Hoewel de geografische situatie sterk wisselde in de loop der jaren kunnen we, na de inundatie, globaal een aantal eilanden en geulen onderscheiden:
1. Het Oude Land van Cadzand dat werd omspoeld door het Zwin in het westen, het Coxysche Gat in het zuiden en het Zwarte Gat in het oosten.
2. Het Eiland van Groede dat werd omspoeld door het Zwarte Gat in het westen, de Brugse Vaart (Zeeland) in het zuiden en het Nieuwerhavense Gat in het oosten.
3. Het Eiland van Biervliet dat werd omspoeld door het Nieuwerhavense Gat in het westen, de Passageule in het zuiden en de Braakman in het oosten.
De kernen van deze eilanden werden gevormd door middeleeuwse polders. 
De situatie was in wezen veel ingewikkelder, daar al de zeegeulen sterk vertakt waren. Zo lag aanvankelijk ook Oostburg op een klein eiland.